# Fehéroroszország címere

Fehéroroszország címere

Fehéroroszország címerének központi eleme egy felkelő nap, az ország térképének sárga körvonala, valamint egy földgömb. Ezeket az elemeket egy búzakalászból, valamint lóheréből és lenből összeállított, a nemzeti zászló színeinek megfelelő szalaggal átkötött koszorú övezi. Az embléma felső részén egy ötágú vörös csillag látható. Ugyanazon a szalagon középen olvasható az ország neve arany betűkkel, belarusz nyelven. A címert 1995-ben fogadták el. A heraldika nyugat-európai eredetű szabályai szerint azonban nem tekinthető címernek (antiheraldikus), mert nem tartalmaz címerpajzsot. Eredeti változatát Ivan Gyubaszov tervezte 1950-ben, és a Belorusz Szovjet Szocialista Köztársaság címere volt. Ahhoz a változathoz képest a legnagyobb különbség, hogy a sarló és a kalapács helyére az ország kontúrja került.
1991 és 1995 között Fehéroroszország címere egy régi nemzeti jelkép, az úgynevezett pagónia volt. Történelmi előzménye a Litván Nagyfejedelemség idején használt címer volt, amely államalakulathoz tartozott ekkor az ország is. Litvánia jelenleg is a pagónia egy változatát használja.
2020 februárjában a fehérorosz parlament napirendre tűzte a címer kisebb megváltoztatását. A címerben lévő földgömb ugyanis a szovjet időket idézve Oroszországot állítja a középpontba; az új változat ezzel szemben Fehéroroszországot helyezi abba, így Európa is jobban látható. Ez a címer a hivatalos.

## Története
Annak ellenére, hogy a beloruszoknak külön etnikai identitásuk és nyelvük van, 1991 előtt soha nem volt politikai szuverenitásuk, kivéve egy rövid, 1918-as időszakban, amikor a rövid életű Belarusz Népköztársaság a lovast használta jelképként. Az egyedi belorusz nemzeti szimbólumokat Poroszország, Lengyelország, Litvánia és Oroszország a belorusz területek külföldi uralma eredményeként hozták létre csak a 20 században.
Amióta Algirdas litván nagyfejedelem, aki a mai Fehéroroszország területét is uralta, saját címerévé választotta a pagóniát, azaz a rohamozó lovast, azóta tekinthető nemzeti jelképnek, hiszen egészen 1795-ig, a lengyel-litván államszövetség megszűnéséig, amikor is Oroszország annektálta a területet, ezt használták. Ekkor a birodalmi címerbe került be a pagónia. Először a fehérorosz költő, Makszim Bagdanovics vetette fel "Pagónia" című versében, hogy fehérorosz nemzeti jelképpé is kellene tenni. 1918-ban a rövid életű Belarusz Népköztársaság is ezt választotta saját címeréül.
1919-től 1991-ig, a Szovjetunió bukásáig a Belorusz SzSzK új címert választott, bár ez antiheraldikus jellege miatt inkább tekinthető emblémának. Az első változat nagyon hasonló volt az orosz és az ukrán szovjetköztársaságok címerére. A címeren egy vörös pajzs volt, rajta a felkelő nappal, felette sarló és kalapács, és a Б.С.С.Р. felirat, ami az állam rövidített neve volt cirill betűkkel. A pajzsot búzakalászok ölelik körül, alsó részén pedig vörös szalag fogja őket össze, "Világ proletárjai, egyesüljetek!" felirattal.
1927-ben a címerből kikerült a pajzs, a jobb oldali búzakalászokat tölgyfalevélre cserélték. a felkelő nap pedig a középpontba került, ami bevilágítja a Földet. Az állam rövidített megnevezése került a vörös szalagra, a kalászokat és a tölgyfaágat körbeölelő szalagokra pedig négy nyelven került fel a "Világ proletárjai, egyesüljetek!" felirat: oroszul, fehérorosz nyelven, lengyelül és jiddisül. A címer tetejére egy vörös csillag került. 1937-38 között a címernek egy olyan variánsát használták, ahol a háttér is vörös volt.
1950-ben ismét lecserélték a címert. Ebben a változatban már mindkét oldalon ismét csak búzakalászok és virágok ölelték a középrészt, a szalagokról eltűntek a lengyel és a jiddis feliratok. Hangsúlyosabb lett a földgömb, mely a Szovjetuniót helyezte a középpontba, felette ezüszszínű sarló-kalapáccsal, tetején vörös csillaggal. A Belorusz SzSzK alkotmányának 119. szakasza rendelkezett a címerről. Ezt a változatot Ivan Gyubaszov, a Szovjetunió Népművésze tervezte. 1981-ben minimális változtatást eszközöltek, és immár a sarló-kalapács is aranyozott lett.
Az újra önállósuló Fehéroroszország, visszanyúlva a történelmi gyökerekhez, a Jauhien Kulik és Uladzimir Krukouszki által újratervezett pagóniát kezdte el állami címerként használni.
1995. május 14-én népszavazást rendeztek az országban. Négy kérdésben kellett dönteni a választópolgároknak, az egyik az volt, hogy támogatják-e a szavazással egyidejűleg előterjesztett új zászlót és címert. A fehérorosz ellenzék által kritizált és vitatott megítélésű népszavazáson a lakosság 64,7%-a vett részt a hivatalos adatok alapján, és ezek háromnegyede (75,1%) az új zászlóra és címerre szavazott. Az ellenzék szerint a választói akaratot befolyásolta a kormányzat azzal, hogy a pagóniát és a fehér-piros-fehér zászlót a náci kollaboráns Fehérorosz Nemzeti Tanáccsal kötötték össze a kampányban, mely 1943-1944 között állt fenn. Az új címer szinte a megszólalásig emlékeztet a szovjet időkben használtra, gyakorlatilag csak a sarló-kalapácsot vették ki belőle és az állam megnevezését változtatták meg.
2020 februárjában napirendre került egy módosító javaslat, melynek értelmében a címerben található földgömb középpontjában immár Fehéroroszország áll, és nem Oroszország. Az ország kontúrjai is a korábban használt zöldről aranyra lettek változtatva..

## Galéria

1581-ból származó pecséten a Litván Nagyfejedelemség címere
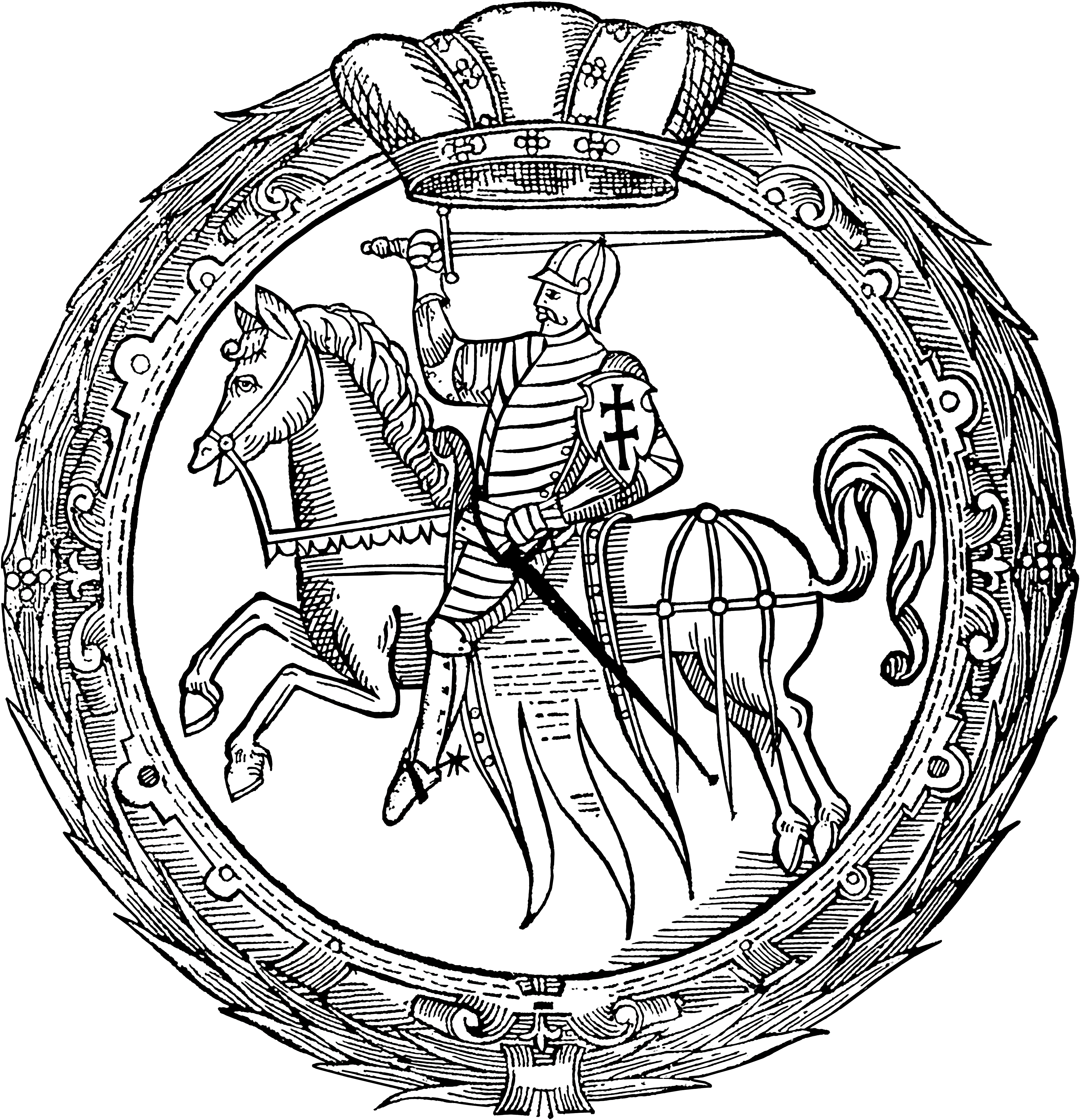
1588-ból származó pecséten a Litván Nagyfejedelemség címere
A fehérorosz és litván területek egyesített címerpajzsa az Orosz Birodalom nagycímeréből (1882)
A Belarusz Népköztársaság címere 1918-19-ből
1919 és 1927 között használt címer
Az 1927-1937 között használt címer
Rövid ideig, 1937-38 közt használt címer
Címer 1938-tól
Címer 1950 és 1981 között
A szovjet időkben legutoljára használt címervariáns, 1981-1991 között.
Az 1991-1995 között használt állami címer, az úgynevezett pagónia.
Az 1995-től 2020-ig használt címervariáns